# Dolní Vlčkovice
Dolní Vlčkovice je západní část obce Vlčkovice v Podkrkonoší v okrese Trutnov. Sídlem protéká potok Drahyně a prochází jím silnice II/307. V roce 2009 zde bylo evidováno 73 adres. V roce 2001 zde trvale žilo 143 obyvatel.
Dolní Vlčkovice je také název katastrálního území o rozloze 7 km2.